# 古賽爾 (敘利亞)
古賽爾（阿拉伯语：‎，羅馬化：al-Quṣayr）是敘利亞的城鎮，由霍姆斯省負責管轄，位於該國西部，距離首府霍姆斯4.8公里，毗鄰與黎巴嫩接壤的邊境，海拔高度540米，2004年人口29,818。